# Ablávio (escritor)
Ablávio (Ablavius) foi um historiador romano do século V-VI. Teria escrito uma história dos godos com base em materiais e lendas desse povo que foi utilizada por Cassiodoro e Jordanes. Nada mais se sabe sobre ele e talvez seja associável ao cônsul homônimo.